# Пеньйон-де-Алжир
Пеньйон-де-Алжир (ісп. Peñón de Argel; араб. حصن الصخرة, трансліт. ḥiṣn aṣ-ṣaḵra) — крихітний острівець в Середземному морі, що знаходиться біля північно-африканського узбережжя навпроти міста Алжир. В середні віки острів був з'єднаний з узбережжям піщаною косою.

## Історія

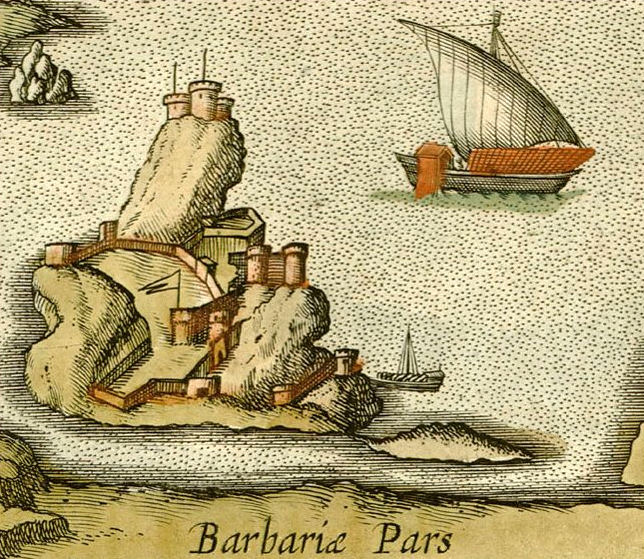
Іспанський форт на острові Пеньйон-де-Алжир до їх руйнування під час захоплення Алжиру Хайр ад-Діном Барбароссою в 1529 році.

У 1510 році іспанська флотилія на чолі з Педро Наварро в спробі  закріпитися на північно-африканському узбережжі Середземного моря, захопили маленький острівець прямо навпроти міста Алжир. Незважаючи на вкрай обмежені розміри острівця, іспанці побудували на ньому укріплену фортецю. Гарнізон фортеці становив 200 осіб. Місцевий султан визнав себе васалом Іспанської імперії і приніс клятву вірності королю Арагону Фернандо II.
Фортеця встояла під час захоплення Алжиру в 1516 році османським корсаром Арудж-реїсом, однак була захоплена в 1529 році його молодшим братом Хайр-ад-Діном Барбароссою.
Барбаросса наказав знести іспанські укріплення як символ іспанської присутності в регіоні.